# Francisco Costa
Francisco Mota Costa (også kendt som Kiko Costa; født 21. februar 2005 i Porto, Portugal) er en portugisisk håndboldspiller, som spiller for Sporting CP og på Portugals herrehåndboldlandshold.
Han deltog for første gang ved en international slutrunde under VM i håndbold 2023 i Polen/Sverige, som 17-årig. Han deltog også VM i håndbold 2025 i Danmark/Kroatien/Norge, hvor han blev holdets topscorer. Hans storebror Martim Costa, spiller også for Sporting CP og det portugisiske A-landshold.